# 자오지 철로
자오지 철로(胶济铁路), 또는 자오지선(胶济线)은 중국 산둥성 중부를 횡단하는 철도 노선으로, 칭다오시(青岛市)에서 지난시(济南市)까지 이른다. 국철 I급 복선 전철화 철도로, 연안과 내륙을 연결하는 주요 철도 간선 중 하나다. 1899년에 건설이 시작되어, 1904년 전구건 개통, 1990년 복선화, 2006년 전철화되었다. 2008년에 자오지 여객전용선이 건설되어, 기존선은 화물운송 철도로 바뀌어 여객 분리가 실현되었다. 본선은 2013년 기준으로 384.2km에 걸쳐 36개 역이 있다.

## 역사

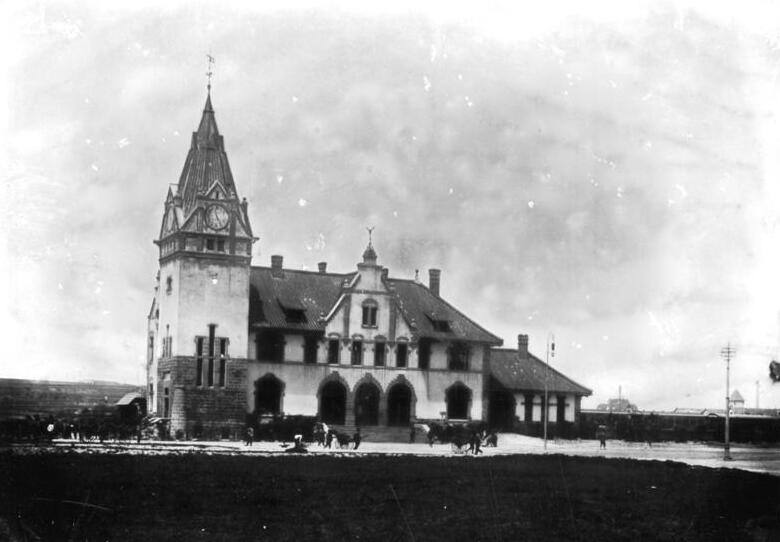
건립 초기의 칭다오 역

### 연혁
- 1867년 : 독일 지리학자 리히호펜은 중국의 18개 성을 답사한 후,  칭다오에서 산둥을 가로질러 지난까지 가는 철도를 건설하는데 있어서 자오저우만과 그 연안 지역이 우월한 조건을 가지고 있다고 생각했다.[1]

- 1898년 3월 6일 : 중국과 독일은, 독일이 산둥성에서 철도를 부설할 수 있도록 하는 "자오아오 조계조약(胶澳租界条约)"을 체결하였다.

- 1899년 6월 : 독일, 베를린에 산둥 철도회사(山东铁路公司) 설립

- 1899년 9월 23일 : 자오지 철로 착공

- 1899년 11월 : 가오미 등 현지 농민들이 철도를 건설하는 것에 저항하여, 공사가 일시 중지되었다.

- 1901년 4월 8일 : 칭다오-자오저우 구간 개통

- 1904년 6월 1일 : 전구간 개통 및 운행 시작

- 1914년 : 일본이 자오지 철로를 점령.

- 1922년 : 중국이 칭다오와 자오지 철로를 수복.

- 1938년 : 일본이 다시 칭다오와 자오지 철로를 점령.

- 1945년 8월 : 중국이 자오지 철로를 재수복.

- 1959년 : 복선공사가 착공되어 여러 가지 이유로 1990년이 되어서야 최종 완공되었다.

- 2003년 : 전철화 개조 공사 착공.

- 2006년 9월 8일 : 전 구간이 전철화되어, 산둥성의 첫 전철화 철도노선이 되었다.

- 2008년 12월 21일 : 자오지 여객전용선이 개통되면서, 구 노선은 보속철로(普速铁路)로 전환했다.

## 노선 특징

### 개요
자오지 철로는 산둥을 가로지르는 수송대동맥으로, 한지 철로와 함께 진매외운(晋煤外运)의 남쪽 통로를 구성하며, 칭다오항과의 소통을 원할히하는 중요 통로이다. 철도가 지나는 지형은 평야와 구릉구가 많으며, 왕춘(王村)은 전 구간에서 최고점인 157.26m였다. 석유, 화학, 석탄, 금속, 경공업, 어염업 등 생산기지와 맥주,가전,전자제품 등 유명 제조업체들과 인접하여 식량과 경제작물 등을 많이 생산해 방대한 자연인문과 관광지를 가지고 있다. 또한, 중차사방(中車四方)에서 생산되는 국철 기관차, 객차, 전동차는 출고 및 회송 중검수시 반드시 자오지 철로의 칭다오 역을 거치게 되어있다.

### 역목록
| 역명      | 역명(중국어) | 中心里程 （K千米+米） | 등급 | 역명     | 역명(중국어) | 中心里程 （K千米+米） | 등급 |
| 칭다오    | 青岛         | K0+398                | 特   | 창러     | 昌乐         | K185+620              | 二   |
| 쓰팡      | 四方         | K6+666                | 三   | 탄자팡   | 谭家坊       | K200+792              | 四   |
| 사링좡    | 沙岭庄       | K11+309               | 二   | 칭저우스 | 青州市       | K216+966              | 二   |
| 칭다오 북 | 青岛北       | K15+500               | 特   | 푸퉁     | 普通         | K225+036              | 四   |
| 러우산    | 娄山         | K21+802               | 二   | 린쯔     | 临淄         | K238+004              | 三   |
| 청양      | 城阳         | K30+579               | 三   | 둥펑     | 东风         | K257+100              | 二   |
| 지모      | 即墨         | K42+594               | 四   | 진링천   | 金岭镇       | K261+031              | 四   |
| 란춘      | 蓝村         | K51+711               | 一   | 후톈     | 湖田         | K266+311              | 四   |
| 란춘 서   | 蓝村西       | K55+200               | 一   | 쯔보     | 淄博         | K269+930              | 一   |
| 자오저우  | 胶州         | K72+720               | 二   | 마상     | 马尚         | K274+084              | 四   |
| 야오거좡  | 姚哥庄       | K89+397               | 三   | 저우쿤   | 周村         | K282+380              | 三   |
| 가오미    | 高密         | K98+715               | 二   | 왕춘     | 王村         | K295+221              | 三   |
| 차이자좡  | 蔡家庄       | K104+998              | 四   | 장추     | 章丘         | K336+100              | 二   |
| 샤산      | 峡山         | K115+854              | 四   | 핑링청   | 平陵城       | K355+969              | 四   |
| 안추      | 安丘         | K134+540              | 四   | 리청     | 历城         | K369+249              | 二   |
| 웨이팡 동 | 潍坊东       | K147+536              | 三   | 황타이   | 黄台         | K378+613              | 二   |
| 웨이팡    | 潍坊         | K162+012              | 一   | 다밍후   | 大明湖       | K380+794              | 二   |
| 웨이팡 서 | 潍坊西       | K168+708              | 二   | 지난     | 济南         | K384+588              | 特   |

### 연계 도시
자오지 철로는 동쪽에서 서쪽으로 칭다오시, 자오저우시, 가오미시, 웨이팡시, 창러시, 칭저우시, 쯔보시, 장추시, 지난시 등 모두 9개 도시를 지난다.

### 노선 연계 자원
- 성리 유전(胜利油田)
- 보산 탄광(博山煤矿)
- 팡쯔 탄광(坊子煤矿)
- 진링전 철광(金岭镇铁矿)
- 창러 다이아몬드석광(昌乐金刚石矿)

## 사건·사고
- 2008년 1월 23일 밤, 베이징발 쓰팡행 D59차 열차가 안추~창이 구간에서 여러 명의 선로 작업요원을 들이받아 18명이 사망했다.[2]

- 2008년 4월 28일 새벽, 베이징발 쓰팡행 T195차 열차가 왕춘역을 통과할 때, 꼬리 부분 10~17호 객차에 탈선·전복이 발생해, 옌타이에서 쉬저우로 향하던 5034차 열차가 탈선·전복 차량과 충돌하여, 5034차 열차의 1-3호 객차 및 기관차가 탈선·전복됐다. 사고로 총 72명이 사망하고 416명이 부상했으며, 이 중 약 70명이 중상을 입었다.[3]
- 2008년 10월 13일 베이징 철로국에서 운영하는 DJ5506차 열차는 칭다오에서 쉬저우 간을 운행했다. 지난 철로국 지난 차량사업소 기관사의 잘못된 조작으로 열차가 장추－핑링청 구간에서 과속 운행되었으나, 사고에 의한 인명피해는 없었다.
- 2009년 3월 27일, 칭다오 역에서 베이징 남 행 D54차 열차가 웨이팡 부근까지 가다가 한 남성을 치어 숨지게 하였고, 차량 앞부분이 약간 손상되었다.

## 같이 보기
- 자오지 여객전용선
- 지칭 고속철도